# Diff
In informatica con diff si intende un programma che evidenzia le differenze tra due file. Per estensione viene così chiamato anche il file che contiene le differenze trovate.

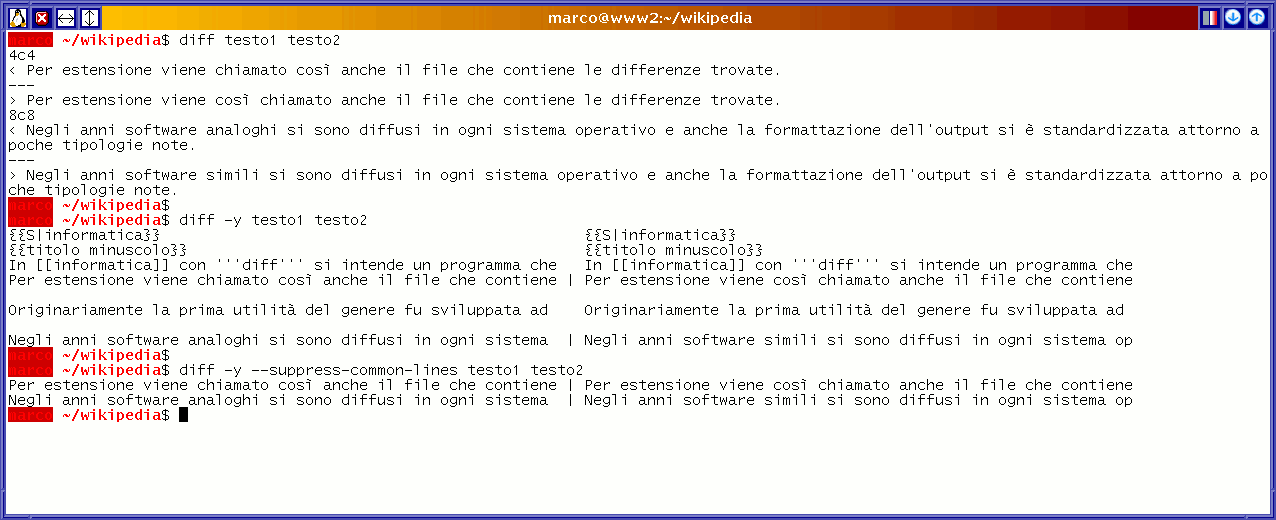
Una schermata di diff in ambiente Linux

Originariamente la prima utilità del genere fu sviluppata ad inizi degli anni settanta per il nascente sistema operativo Unix dai Bell Labs. La versione definitiva, inclusa nella 5ª versione di Unix nel 1974 fu scritta interamente da Douglas McIlroy.
Negli anni software analoghi si sono diffusi in ogni sistema operativo e anche la formattazione dell'output si è standardizzata attorno a poche tipologie note.

## Frontend in ambiente grafico
Sono qui elencati alcuni frontend in ambiente grafico del software Unix:

### Kompare

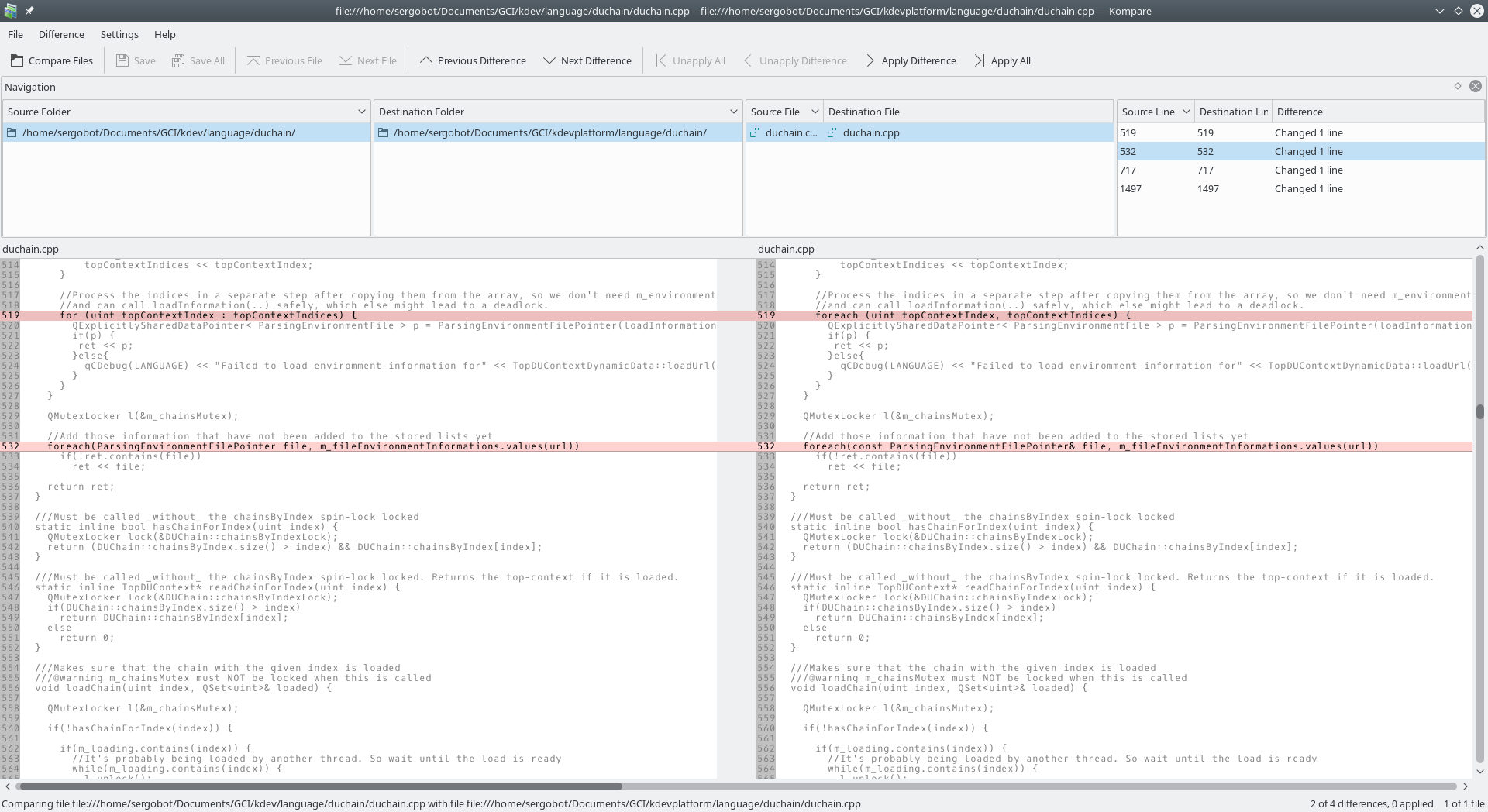
Schermata di Kompare

Kompare (precedentemente noto come kdiff) fa parte della KDE Software Compilation 4.
Permette di confrontare due file, evidenziando con opportuni colori le sezioni aggiunte, modificate o rimosse. È inoltre possibile confrontare directory ed applicare patch.

### KDiff3

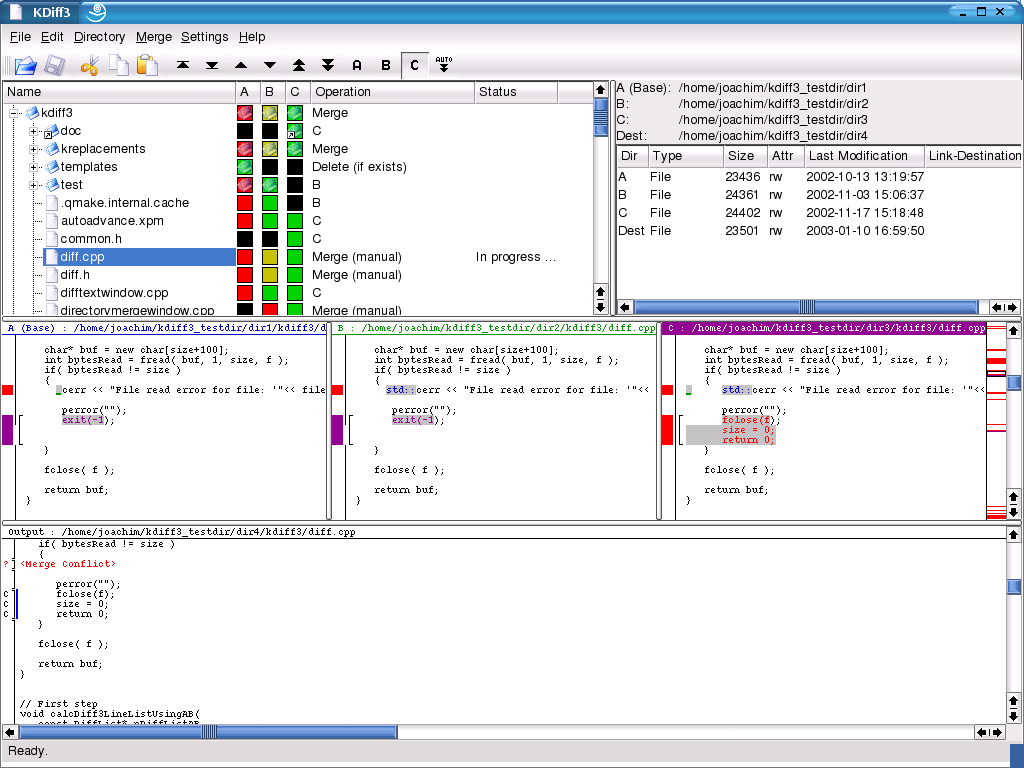
Schermata di Kdiff3

KDiff3 è un frontend a diff scritto utilizzando le Qt.
È in diretta concorrenza con l'altro famoso frontend di diff: Kompare.
Rispetto a Kompare, KDiff3 ha delle caratteristiche in più. Innanzitutto permette di confrontare 3 file di testo alla volta; e mostrando le differenze non solo indica quali righe sono state modificate, ma indica anche linea per linea quali caratteri sono disambigui nei file.

#### Principali caratteristiche
- confronto di 3 file alla volta
- confronto di directory
- differenza linea per linea e carattere per carattere
- mostra le differenze costituite solo da spazi
- riconosce i commenti nei file sorgenti
- permette di effettuare il merge

### Meld

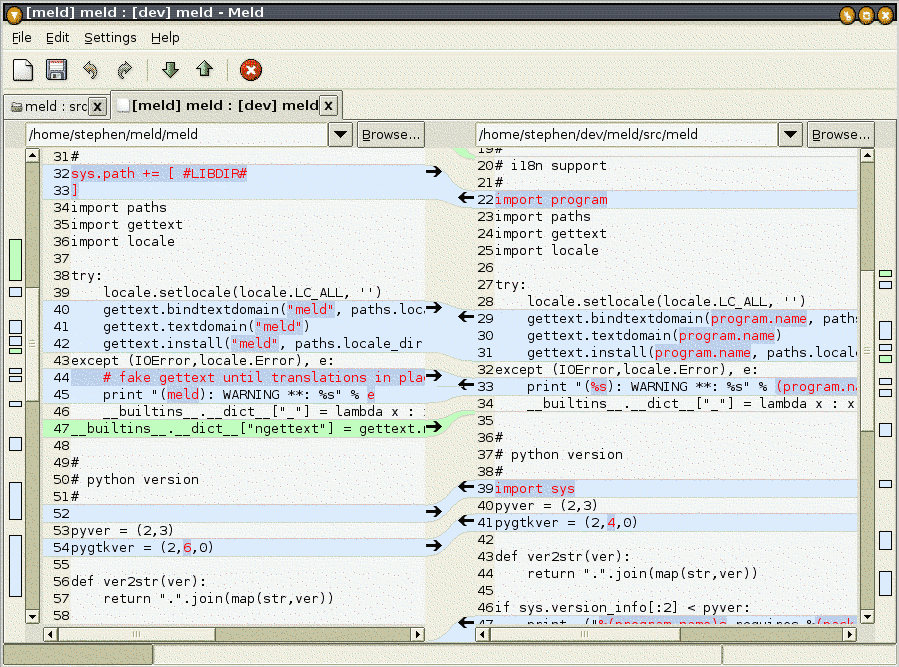
Schermata di Meld

Meld è un software libero distribuito sotto GNU General Public License. Scritto in Python ed utilizza le PyGtk. Come KDiff3 permette il confronto fra tre file e ha il supporto per il controllo versione.

### WinMerge

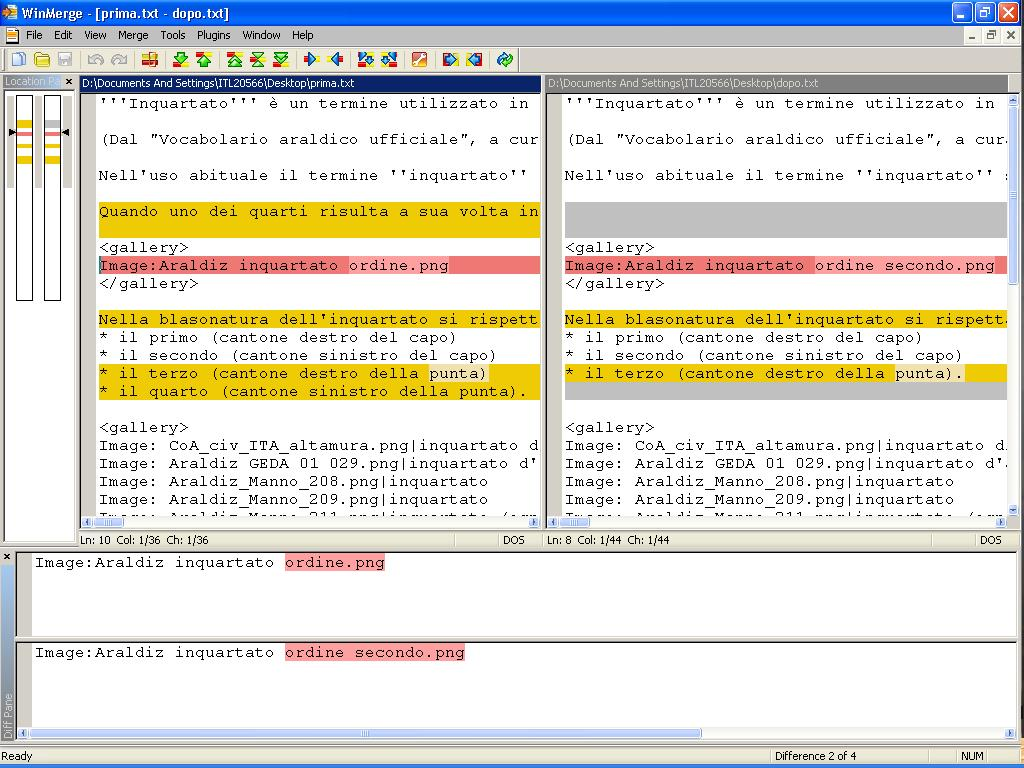
Schermata di WinMerge

WinMerge è un software libero distribuito sotto GNU General Public License disponibile solamente per Microsoft Windows. Ha caratteristiche analoghe a KDiff3 come il confronto fra tre file ed il supporto per il controllo versione.

### WinDiff
WinDiff è un software creato da Microsoft per il confronto di file e cartelle.